# Unterseeboot 264
Le Unterseeboot 264 (ou U-264) est un sous-marin allemand (U-Boot) de type VII.C utilisé par la Kriegsmarine (marine de guerre allemande) pendant la Seconde Guerre mondiale.

## Historique
Mis en service le 22 mai 1942, l'Unterseeboot 264 entre en période de formation à Danzig à la 8. Unterseebootsflottille jusqu'au 31 octobre 1942, puis l'U-264 intègre sa formation de combat à la base sous-marine de Saint-Nazaire avec la 6. Unterseebootsflottille.
L'Unterseeboot 264 a effectué cinq patrouilles dans lesquelles il a coulé trois navires marchands ennemis pour un total de 16 843 tonneaux au cours de ses 191 jours en mer.
Il réalise sa première patrouille, quittant le port de Kiel le 3 novembre 1942 sous les ordres de l'Oberleutnant zur See Hartwig Looks.

L'U-264 subit une attaque le 20 novembre 1942 au milieu de l'Atlantique à la position géographique de 49° 25′ N, 45° 25′ O par des grenades sous-marines lancées de la corvette norvégienne HNoMS Potentilla crédité à tort d'avoir coulé l'U-184. Il s'agit de l'U-264, lequel en réchappe sans aucun dommage.
 Après 32 jours en mer et un navire marchand coulé de 6 696 tonneaux, il arrive à la base sous-marine de Saint-Nazaire le 4 décembre 1942.
Au moment de sa deuxième patrouille, le croiseur lourd britannique HMS Sussex trouve, le 26 février 1943 à 500 milles au sud-ouest du Cap Finisterre, grâce au code allemand déchiffré et au repérage d'un Consolidated B-24 Liberator de l'USAAF, le pétrolier forceur de blocus allemand MV Hohenfriedberg escorté de trois U-Boote et le force à se saborder. L'U-264 lance une salve complète sur le croiseur, mais le manque, et le HMS Sussex quitte la zone indemne. L'U-264 secourt l'équipage du navire sabordé. Pour cette action, l'Oberleutnant zur See Hartwig Looksest promu au grade de Kapitänleutnant le 1er mars 1943. L'U-264 arrive sans encombre à Saint-Nazaire avec les survivants du Hohenfriedberg le 5 mars 1943.
Le 17 avril 1943, lors de la troisième patrouille, l'escorte du convoi HX-233 le détecte et l'attaque à la grenade sous-marine, lui occasionnant de lourds dommages. L'équipage réussit à faire des réparations et l'U-264 continue la patrouille.
Le 4 octobre 1943, au cours de sa quatrième patrouille, lors du ravitaillement par l'U-460, en présence de l'U-422 et de l'U-455, les U-Boote sont attaqués par des bombardiers-torpilleurs Grumman TBF Avenger du porte-avions d'escorte USS Card. Après avoir activé leurs défenses anti-aériennes (flak), les U-Boote plongent, mais le ravitailleur U-460 est touché et coule. L'U-264 est attaqué plus tard dans la journée et réussit à s'échapper avec de graves dommages qui l'obligent à un retour précipité à sa base.
Pour sa cinquième patrouille, il quitte Saint-Nazaire le 5 février 1944 toujours sous les ordres du Kapitänleutnant Hartwig Looks. Après quinze jours en mer, l'U-264 est coulé le 19 février 1944 à 17 h 7 dans l'Atlantique Nord à la position géographique de 48° 31′ N, 22° 05′ O par des charges de profondeur lancées des sloops britanniques HMS Woodpecker et HMS Starling. Les 52 membres d'équipage meurent dans cette attaque.
Le Kapitänleutnant Hartwig Looks est décoré le 29 mars 1944 de la Croix allemande en or, à titre posthume.

## Affectations successives
- 8. Unterseebootsflottille à Danzig du 22 mai au 31 octobre 1942 (entrainement)
- 6. Unterseebootsflottille à Saint-Nazaire du 1er novembre 1942 au 19 février 1944 (service actif)

## Commandement
- Kapitänleutnant Hartwig Looks du 22 mai 1942 au 19 février 1944

## Patrouilles
|       | Commandant           | Départ            | Départ        | Arrivée           | Arrivée       | Jours     | Succès   |
| ----- | -------------------- | ----------------- | ------------- | ----------------- | ------------- | --------- | -------- |
| 1     | Oblt. Hartwig Looks  | 3 novembre 1942   | Kiel          | 4 décembre 1942   | Saint-Nazaire | 32 jours  | 6 696    |
| 2     | Oblt. Hartwig Looks  | 10 janvier 1943   | Saint-Nazaire | 5 mars 1943       | Saint-Nazaire | 55 jours  |          |
| 3     | Kptlt. Hartwig Looks | 8 avril 1943      | Saint-Nazaire | 1er juin 1943     | Lorient       | 55 jours  | 10 147   |
|       | Kptlt. Hartwig Looks | 4 août 1943       | Lorient       | 4 août 1943       | Saint-Nazaire | 1 jour    |          |
|       | Kptlt. Hartwig Looks | 15 septembre 1943 | Saint-Nazaire | 16 septembre 1943 | Saint-Nazaire | 2 jours   |          |
| 4     | Kptlt. Hartwig Looks | 22 septembre 1943 | Saint-Nazaire | 15 octobre 1943   | Saint-Nazaire | 24 jours  |          |
| 5     | Kptlt. Hartwig Looks | 5 février 1944    | Saint-Nazaire | 19 février 1944   | Coulé         | 15 jours  |          |
| Total | Total                | Total             | Total         | Total             | Total         | 184 jours | 16 843 t |

Note : Oblt. = Oberleutnant zur See - Kptlt. = Kapitänleutnant

### Opérations Wolfpack
L'U-264 a opéré avec les Wolfpacks (meute de loups) durant sa carrière opérationnelle:
1. Kreuzotter (15 novembre 1942 - 20 novembre 1942)
2. Delphin (23 janvier 1943 - 9 février 1943)
3. Rochen (9 février 1943 - 20 février 1943)
4. Sans nom (15 avril 1943 - 18 avril 1943)
5. Specht (19 avril 1943 - 4 mai 1943)
6. Fink (4 mai 1943 - 6 mai 1943)
7. Naab (12 mai 1943 - 15 mai 1943)
8. Donau 2 (15 mai 1943 - 19 mai 1943)
9. Mosel (19 mai 1943 - 23 mai 1943)
10. Igel 2 (15 février 1944 - 17 février 1944)
11. Hai 1 (17 février 1944 - 19 février 1944)

## Navires coulés
L'Unterseeboot 264 a coulé trois navires marchands ennemis pour un total de 16 843 tonneaux au cours des cinq patrouilles (191 jours en mer) qu'il effectua.
| Date             | Nom du navire | Nationalité | Convoi  | Tonnage | Fait  |
| ---------------- | ------------- | ----------- | ------- | ------- | ----- |
| 17 novembre 1942 | Mount Taurus  | Grèce       | ONS-144 | 6 696   | Coulé |
| 5 mai 1943       | Harperley     | Royaume-Uni | ONS-5   | 4 586   | Coulé |
| 5 mai 1943       | West Maximus  | USA         | ONS-5   | 5 561   | Coulé |

### Source et bibliographie
- (en) Cet article est partiellement ou en totalité issu de l’article de Wikipédia en anglais intitulé « German submarine U-264 » (voir la liste des auteurs).
- Chris Bishop, historien militaire (trad. de l'anglais par Christian Muguet), Les sous-marins de la Kriegsmarine : 1939-1945 : le guide d'identification des sous-marins [« The spellmount submarine identification guide : Kriegsmarine U-boats 1939-1945 »], Paris, Éd. de Lodi, 2008, 192 p. (ISBN 978-2-84690-327-1, OCLC 470721805, BNF 41298980)